# スタレット (DD-27)
|          |                                    |
| 艦歴     |                                    |
| 発注     |                                    |
| 起工     | 1909年3月22日                      |
| 進水     | 1910年5月12日                      |
| 就役     | 1910年12月15日                     |
| 退役     | 1919年12月9日                      |
| その後   | 1935年6月28日に売却                |
| 除籍     | 1935年3月9日                       |
| 性能諸元 |                                    |
| 排水量   | 742トン                            |
| 全長     | 293 ft 10 in (89.6 m)              |
| 全幅     | 26 ft 1? in (8 m)                  |
| 吃水     | 8 ft 4 in (2.5 m)                  |
| 機関     | 重油専焼缶4基                      |
| 最大速   | 30.37ノット (56 km/h)              |
| 乗員     | 士官、兵員86名                     |
| 兵装     | 3インチ砲5門 18インチ魚雷発射管6門 |

スタレット (USS Sterett, DD-27) は、アメリカ海軍の駆逐艦。ポールディング級駆逐艦の1隻。艦名はアンドリュー・スタレットに因む。

## 艦歴
スタレットは1909年3月22日にマサチューセッツ州クインシーのフォアリバー造船所で起工する。1910年5月12日にドロシー・ロザリー・スタレット・ギッティングズによって進水し、1910年12月15日に艦長ロバート・L・ベリー大尉の指揮下就役する。
1913年まで、スタレットは4月から12月までボストン沖の東海岸沿いで作戦活動に従事し、1月から4月までキューバのグアンタナモ湾での訓練及び戦闘訓練に従事した。1913年11月5日に予備役に置かれ、水雷艦隊での任務を継続した。1914年1月20日にサウスカロライナ州チャールストンを出航、ルイジアナ州ニューオーリンズに到着し、3月2日にフロリダ州マイアミのケープカナベラルで停泊、キーウェストに移動し、アラバマ州モービルに到着した。翌日新たに創設された予備役水雷小艦隊に加わり、テキサス州ガルベストン沖のメキシコ湾で活動した。6月に大西洋岸に戻り、バージニア州ノーフォークを拠点として沿岸パトロールとカリブ海での訓練を再開した。スタレットの乗員は1916年1月5日に縮小され、その年の春の間はカリブ海で活動した。
1916年6月1日、スタレットはドミニカ共和国のモンテ・クリスティに上陸した海兵隊の支援を行う。海兵隊はサンティアゴ・デ・ロス・カバリェロスに進軍し、秩序の回復と生命、財産の保護に当たった。間もなくスタレットはノーフォークに帰還し、東海岸沿いの任務を再開した。1917年1月1日にミシシッピ川に入り、ニューオーリンズで停泊、ヴィックスバーグに向けて出航した。スタレットは再び湾に入り、テキサス州の沿岸をパトロールした後、3月18日にキーウェストへ移動した。スタレットはキーウェストからキューバ沿岸までの範囲で活動した。
1917年4月にアメリカ合衆国は第一次世界大戦に参戦した。同年6月9日までにスタレットはアイルランドのクィーンズタウンに移動し、終戦まで同地で活動した。スタレットは船団を護衛してアイルランドのベレハーヴェンやイングランドのデヴォンポートに送り届けた。これらの海域でイギリスおよびフランスの駆逐艦が航海の最終行程に対する責任を負った。
1918年になると連合国は戦争の終結に向けて努力を講じることとなった。ドイツ海軍は強まる連合国軍による海上封鎖に対して、潜水艦戦で応じ、その戦いは激しいものとなった。このことに伴ってスタレットは週当たり1日から2日、あるいはそれ以上に厳しいスケジュールで船団護衛任務に当たった。スタレットが取った新たな戦術の1つ、航空機による偵察は現在の対潜水艦戦の嚆矢となるものであった。
クィーンズタウンに到着してから1年足らずの1918年5月31日、連絡地点に輸送船を集合させていたスタレットは浮上したUボートに遭遇した。スタレットが接近するとUボートは直ちに潜航した。スタレットは爆雷攻撃を開始し、間もなく気泡と油が海面に浮き上がった。爆雷を使い果たした後、スタレットは敵潜水艦の気泡および油の後を追跡し、その空気とバッテリーの消耗を図った。追跡は夜通し行われ、夜が明けるとその苦労が報われることとなった。スタレットはおよそ1,000ヤードの距離に浮上したUボートを確認した。潜水艦へ体当たりするためスタレットは全速で航行した。だがUボートは左舷に回避し、スタレットは20フィートの距離ですれ違った。Uボートは潜水を試み、スタレットは砲撃を行おうとしたが、あまりにも短時間の出来事でスタレットの砲手は艦の下を滑って逃走するUボートをどうしようもなく見送るだけであった。スタレットの粘り強い追跡について、士官と水兵はアイルランド沿岸司令官の賞賛を受け取ることとなった。
1918年10月4日には、16隻から成る船団を護衛中にUボートの攻撃を受け、船団のうち日本の貨客船「平野丸」を撃沈された。
1918年11月11日に休戦協定が成立し、スタレットの精力的な任務に終止符が打たれた。1919年1月3日までにスタレットはチャールストンに帰還し、そこからペンシルベニア州フィラデルフィアに移動、1919年12月9日に退役した。予備役状態で15年ほど保管され、1935年3月9日にスタレットは除籍された。6月28日、スタレットはバージニア州ノーフォークのM・ブラック・アンド・カンパニー社にスクラップとして売却された。